# Huttonit
Huttonit ist ein selten vorkommendes Mineral aus der Mineralklasse der „Silikate und Germanate“ mit der chemischen Zusammensetzung Th[4+5][SiO4] und damit chemisch gesehen ein Thorium-Silikat. Strukturell gehört Huttonit zu den Inselsilikaten.
Huttonit kristallisiert im monoklinen Kristallsystem und entwickelt nur mikroskopisch kleine, hellgelbe bis fast farblose Kristalle von etwa 0,2 mm Größe oder körnige, braunschwarze Aggregate. Meist liegt Huttonit metamikt vor, das heißt seine Kristallstruktur ist aufgrund seiner eigenen ionisierenden Strahlung zerstört.

## Etymologie und Geschichte
Erstmals entdeckt wurde das Mineral durch den neuseeländisch-amerikanischen Mineralogen Colin Osborne Hutton (1910–1971) in den Brandungssanden der „Gillespie's Beach“ des Salt Water Creek im South Westland District an der Westküste der Südinsel von Neuseeland. Er übergab Adolf Pabst einen Teil des aus den Sanden konzentrierten Minerals zur Analyse, das aus mehreren hundert winzigen Körnern mit maximal 0,2 mm Durchmesser und einem Gesamtgewicht von einigen hundertstel Gramm. Die Analyse und Erstbeschreibung führte hauptsächlich Pabst durch, der vorschlug, das Mineral nach dessen Entdecker Huttonit zu nennen.
Das Typmaterial des Minerals wird im Natural History Museum (NHM) in London unter der Sammlungs-Nummer BM 1950,340 (T), im National Museum of Natural History (NMNH) unter der Sammlungs-Nummer 106265 (T) und in der Mines ParisTech (auch Ecole Nationale Supérieure des Mines) unter den Sammlungs-Nummern 50814 und 51227 (CT) aufbewahrt.
Da der Huttonit bereits lange vor der Gründung der International Mineralogical Association (IMA) bekannt und als eigenständige Mineralart anerkannt war, wurde dies von ihrer Commission on New Minerals, Nomenclature and Classification (CNMNC) übernommen und bezeichnet den Huttonit als sogenanntes „grandfathered“ (G) Mineral. Die ebenfalls von der IMA/CNMNC anerkannte Kurzbezeichnung (auch Mineral-Symbol) von Huttonit lautet „Ht“.

## Klassifikation
In der veralteten 8. Auflage der Mineralsystematik nach Strunz gehörte der Huttonit zur Mineralklasse der „Silikate“ und dort zur Abteilung „Inselsilikate (Nesosilikate)“, wo er als einziger Vertreter in der „Huttonit-Reihe“ mit der Systemnummer VIII/A.08 steht.
In der zuletzt 2018 überarbeiteten Lapis-Systematik nach Stefan Weiß, die formal auf der alten Systematik von Karl Hugo Strunz in der 8. Auflage basiert, erhielt das Mineral die System- und Mineralnummer VIII/A.11-010. Dies entspricht der Klasse der „Silikate“ und dort der Abteilung „Inselsilikate mit [SiO4]-Gruppen“, wo Huttonit zusammen mit Tombarthit-(Y) (D) eine unbenannte Gruppe mit der Systemnummer VIII/A.11 bildet.
Die von der International Mineralogical Association (IMA) zuletzt 2009 aktualisierte 9. Auflage der Strunz’schen Mineralsystematik ordnet den Huttonit in die Klasse der „Silikate und Germanate“ und dort in die Abteilung „Inselsilikate (Nesosilikate)“ ein. Hier ist das Mineral in der Unterabteilung „Inselsilikate ohne zusätzliche Anionen; Kationen in oktaedrischer [6]er- und gewöhnlich größerer Koordination“ zu finden, wo es als einziges Mitglied die „Huttonitgruppe“ mit der Systemnummer 9.AD.35 bildet.
In der vorwiegend im englischen Sprachraum gebräuchlichen Systematik der Minerale nach Dana hat Huttonit die System- und Mineralnummer 51.05.03.01. Das entspricht der Klasse der „Silikate“ und dort der Abteilung „Inselsilikatminerale“. Hier findet er sich innerhalb der Unterabteilung „Inselsilikate: SiO4-Gruppen nur mit Kationen in >[6]-Koordination“ als einziges Mitglied in der „Huttonitgruppe“.

## Kristallstruktur

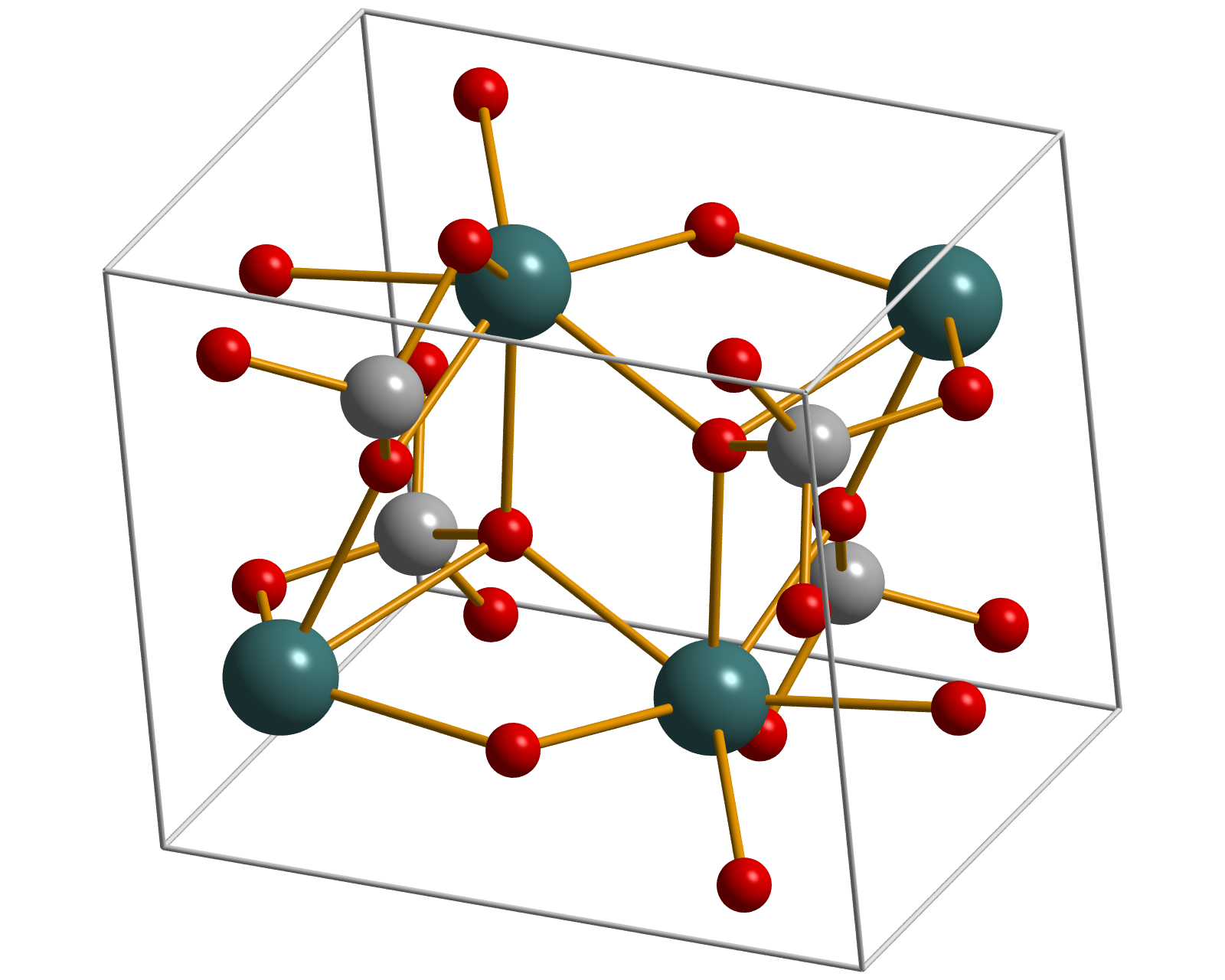
Elementarzelle von Huttonit
teal Thorium, grey Silicium, red Sauerstoff

Huttonit kristallisiert isotyp mit Monazit im monoklinen Kristallsystem in der Raumgruppe P21/n (Raumgruppen-Nr. 14, Stellung 2) mit den Gitterparametern a = 6,80 Å; b = 6,96 Å; c = 6,54 Å und β = 104,9° sowie 4 Formeleinheiten pro Elementarzelle.

## Eigenschaften
Das Mineral ist durch seinen Thoriumgehalt von bis zu 71,59 % als sehr stark radioaktiv eingestuft und weist eine spezifische Aktivität von etwa 32,072 kBq/g auf (zum Vergleich: natürliches Kalium 0,0312 kBq/g).
Unter UV-Licht mit kurzer Wellenlänge zeigen manche Huttonite eine weiße bis schwach rosa getönte Fluoreszenz.

## Modifikationen und Varietäten
Die Verbindung Th[SiO4] ist dimorph, das heißt, sie kommt in der Natur neben dem monoklin kristallisierenden Huttonit noch als tetragonal kristallisierender Thorit vor.

## Bildung und Fundorte
Über die genauen Bildungsbedingungen ist bisher nichts bekannt, da der Huttonit bisher nur aus verschiedenen Küstensanden herausgefiltert werden konnte. An seiner Typlokalität „Gillespie’s Beach“ trat das Mineral in Paragenese mit gediegen Gold, Ilmenit, titanhaltigem Kassiterit, Scheelit und Uranothorit auf.
Als seltene Mineralbildung konnte Huttonit nur an wenigen Orten nachgewiesen werden, wobei weltweit bisher rund 40 Fundstätten dokumentiert sind. Seine Typlokalität „Gillespie’s Beach“ auf der Südinsel ist dabei der bisher einzige bekannte Fundort in Neuseeland.
In Deutschland fand sich Huttonit bisher nur am Laacher See und bei Glees sowie an mehreren Stellen in der Umgebung von Mendig und am Krufter Ofen in der Gemeinde Kruft in der rheinland-pfälzischen Vulkaneifel.
Innerhalb von Europa kennt man das Mineral unter anderem aus
- dem Gebiet um Bogatynia (deutsch Reichenau in Sachsen) in der polnischen Woiwodschaft Niederschlesien, wo als weitere Begleitminerale Cheralith, thoriumhaltiger Ningyoit und Thorogummit nachgewiesen werden konnten[6]
- Forssa, Lappeenranta und Lohja in Finnland
- vom Mont Mort (Aostatal) und vom Monte Somma (Kampanien) sowie aus dem „Finero Ultramafit-Komplex“ der Provinz Verbano-Cusio-Ossola in Italien
- São Miguel in Portugal
- Krokom (Jämtland) und Råneå (Norrbotten) in Schweden
- dem Bergbaugebiet um Dobšiná in der Slowakei
- Šluknov, Naloučany und Vaneč in Tschechien
- Pool in der Grafschaft Cornwall in England (Vereinigtes Königreich)

Weitere Fundorte liegen unter anderem in Ägypten, Australien, Indien, Kirgisistan, Mexiko, Nepal, Russland, Südafrika, Ungarn und in den Vereinigten Staaten von Amerika (Nevada, Wisconsin).